# Cappella di San Martino (Savona)
La cappella di San Martino è un piccolo edificio religioso che sorge nel quartiere di Lavagnola a Savona.

## Caratteristiche
La cappella sorge sulla sponda sinistra del torrente Letimbro, all'imboccatura di un ponte medievale e specularmente alla cappella di Santa Maria posta sull'altro capo del ponte, lungo la riva destra. L'edificio dovrebbe risalire all'XI secolo e conserva il campanile originale, mentre il resto della struttura, ad unica navata con pronao sull'ingresso, è frutto di un rifacimento ottocentesco. Interessante al suo interno una lapide commemorativa della costruzione del suddetto ponte, datata 1264. Si tratta di una rappresentazione di Dio Padre affiancato da due angeli ed è uno dei pochi esempi di scultura medievale in Savona. Nella parte inferiore un'iscrizione riporta il nome di Simone Doria, podestà di Savona in quell'anno.